# 河南广播电视台梨园频道
梨园频道是由河南广播电视台创办、于2005年8月15日开播的专业戏曲付费频道，该频道以继承民族宝贵遗产，传承戏曲艺术精华，弘扬传统戏曲文化为宗旨，依托中央数字电视传媒平台，信号覆盖全中国。全天播出时间为20小时，在260多个城市落地，用户量达到了2000多万。数次荣获全国十佳频道。

## 栏目
- 《看大戏》：全国各剧种优秀剧目展播
- 《梨园春秋》：戏曲名家的幕后故事
- 《精品荟萃》：名家名段展播
- 《梨园杂谈》：戏曲界新闻
- 《梨园春精彩回放》：河南电视台梨园春栏目精彩赛事回播